# Buthus castellano
Espèce
Buthus castellano est une espèce de scorpions de la famille des Buthidae.

## Distribution
Cette espèce est endémique de Castille-et-León en Espagne. Elle se rencontre vers Valladolid .

## Habitat
Cette espèce est psammophile.

## Systématique et taxinomie
Cette espèce a été décrite par Teruel et Turiel en 2022.

## Étymologie
Son nom d'espèce lui a été donné en référence au lieu de sa découverte, la Castille.

## Publication originale
- Teruel & Turiel, 2022 : « The genus Buthus Leach, 1815 (Scorpiones: Buthidae) in the Iberian Peninsula. Part 5: A new psammophile species from Northern Spain, a synonymy and first albinism record in the genus. » Revista Iberica de Arachnologia, no 41, p. 15-36.